# Anthony Pryor

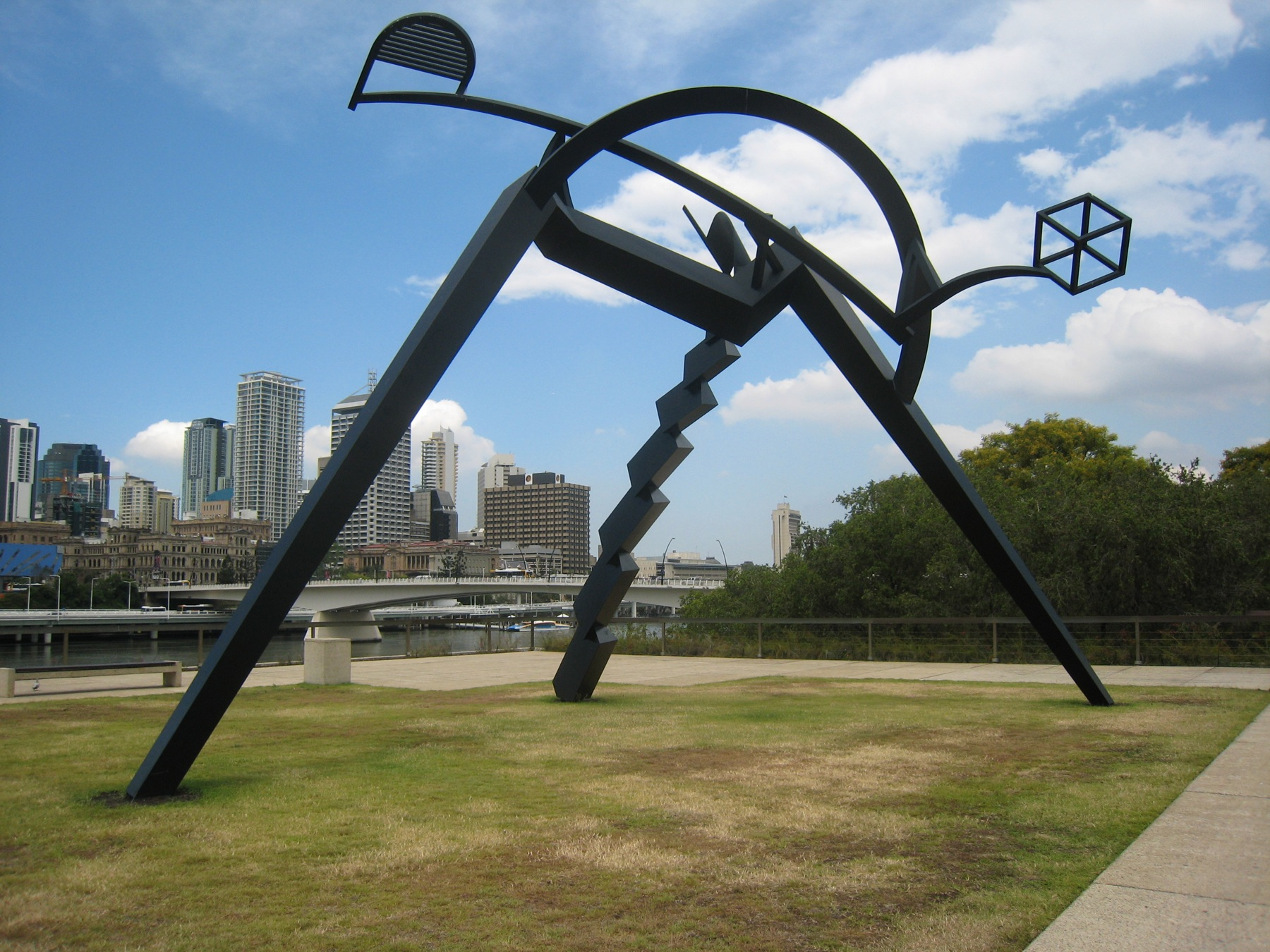
Approaching Equilibrium in Brisbane

Anthony Pryor (Melbourne, 1951 – aldaar, 20 oktober 1991) was een Australische beeldhouwer.

## Leven en werk
Pryor werd geboren in een buitenwijk van Melbourne, waar hij zijn jeugd doorbracht. Hij volgde aanvankelijk een technische opleiding aan het Preston Technical College, maar stapte in 1971 over naar een opleiding beeldhouwen bij Vincas Jomantas en George Baldessin aan het Sculpture College van het Royal Melbourne Institute of Technology, waar hij in 1974 afstudeerde met een Fellowship Diploma. Na zijn studie startte hij met medestudenten Geoffrey Bartlett en Augustine Dall'Ava een gemeenschappelijk atelier. De drie exposeerden hier later, op advies van beeldhouwster Inge King, ook samen.
In 1974 bezocht Pryor alleen en in 1975 met Barlett en Dall'Ava Japan. De Japanse beeldhouwtraditie en de gebruikte materialen steen en hout, alsmede de Japanse architectuur inspireerden hem in de wijze waarop hij latere werken structureerde, zoals Omikuji Bako-Bako, Sengai's box, Sengai's marker en Sengai's arch, genoemd naar de Japanse Zen-monnik Sengai Gibon (Rinzai-shu), uit de vroege tachtiger jaren. Andere inspiratiebronnen waren de Noord-Amerikaanse inheemse kunst, Egyptische kunst (met name hiërogliefen), het werk van Antoni Gaudí, de abstracte metaalkunst van de Engelse beeldhouwer Anthony Caro. Pryor verliet het gemeenschappelijk atelier halverwege 1979.
In 1982/1983 verbleef Pryor in Amsterdam. Enkele werken, die hij in Amsterdam maakte, dragen namen als Prinseneiland, Buying a stairway to heaven en Untitled (Amsterdam). In 1984 was hij artist in residence in het huis van de Australische schilder Arthur Boyd in Italië. Door de afwezigheid van de voor hem noodzakelijke apparatuur ging hij schetsen maken, iets wat hij voorheen nog niet had gedaan. Het veranderde zijn werk compleet en bovendien ging hij vanaf dat moment ook modellen maken, hetgeen als positief gevolg had, dat het aantal opdrachten dat hij kreeg, steeg. Zijn laatste opdracht, voor zijn vroegtijdige dood in 1991, was een uit zeven delen (elk drie meter hoog) bestaande sculptuur The Performers bestemd voor St. Kilda Road in Melbourne. Het marmer, dat in de sculptuur is verwerkt was afkomstig uit Carrara, waar Pryor zelf heen ging om de supervisie over de werkzaamheden te houden.

## Werk (selectie)
- Approaching Equilibrium, Queensland Cultural Centre in Brisbane
- Sea Legend (1991-2000), permanente collectie McClelland Gallery and Sculpture Park in Melbourne
- Silent Dance (1989) en Illusionist (1989), collectie National Gallery of Victoria
- Obelisks series (1988/89), Bond University in Queensland
- The Performers (1989/91), St. Kilda Road in Melbourne